# Дневниците на вампира: Пробуждането
"Дневниците на вампира: Пробуждането" (на английски: The Vampire Diaries: The Awakeing) е първата част от поредицата Дневниците на вампира от американската авторка Л. Дж. Смит. Книгата е официално издадена през 1991 година.

### Сюжет
Действието в книгата се развива в САЩ в малко градче на име Фелс Чърч, щата Вирджиния.
Ученичката Елена Гилбърт, една от най-популярните и красиви момичета в училище, независимо от лична трагедия – смъртта на родителите ѝ в автомобилна катастрофа, иска да бъде най-добрата във всичко.
В един момент тя среща един нов, красив ученик на име Стефан Салваторе, с когото по-късно започва връзка.
Елена узнава най-голямата тайна на гаджето си. Стефан е вампир. Но не от тези, които извършат убийства, за да пият от кръвта на жертвата си, той се храни с кръвта на животните. (Скоро любовта на Елена и Стефан е изправена под голяма заплаха: всички си мислят, че Стефан е извършил престъпление). Виновникът за всичко това е злият брат на Стефан Деймън Салваторе, който живее, за да изпълва живота на Стефан със страдания.
Деймън и Стефан са родени в края на XV век във Флоренция, през епохата на Ренесанса в семейството на заможния италиански граф Джузепе де Салваторе. Двамата братя са превърнати във вампири от красивата и кокетна девойка, дъщеря на немски барон – Катрин фон Шварцшилд, която и двамата брята обичали. Катрин слага край на живота си, когато двамата братя отказват да се помирят един за друг.
Първоначално Стефан избягва Елена, защото тя е копие на Катрин. По тази причина Деймън започва да преследва Елена.
Методът за съблазняване на Деймън е достатъчно романтичен: той я преследва във вид на вълшебен гарван, преследва я и в сънищата ѝ. Но въпреки това, Елена отхвърля всичките тези ухажвания и остава вярна на Стефан.
Отказът на Елена, кара Деймън в яростта си да предизвика Стефан на бой.
Впоследствие Стефан изчезва. Жителите на Фелс Чърч смятат, че изчезването на Стефан е свързано с нападането на диви животни в града. Въпреки това, Елена е уверена, че далеч не знае какво точно се е случило. Тя смята, че Деймън е отговорен за изчезването на Стефан и знае, че той е в смъртна опасност. След като се убеждава в това Елена отива на гробищата, за да намери Деймън.